# General José de San Martín (departement)
General José de San Martín is een departement in de Argentijnse provincie Salta. Het departement (Spaans:  departamento) heeft een oppervlakte van 16.257 km² en telt 139.204 inwoners.

## Plaatsen in departement General José de San Martín
| - Acambuco - Aguaray - Angostura - Barrio EL Jardín de San Martín - Barrio El Milagro - Campamento Vespucio - Campichuelo - Campo Durán - Capiazuti - Carboncito - Coronel Cornejo | - Corralito - Dragones - El Espinillo - Embarcación - General Ballivián - General Mosconi - Hickmann - La Quena - Luna Muerta - Misión Carboncito - Misión Chaqueña | - Mision El Cruce - Mision Kilometro 6 - Misión Salim - Mision Tierras Fiscales - Pacara - Padre Lozano - Piquirenda - Pocitos - Pocoy - Pozo Bravo - Recaredo | - Río Seco - Salvador Mazza - Senda Hachada - Senillosa - Tartagal - Tobantirenda - Tonono - Tranquitas - Yacuy - Yariguarenda - Zanja del Tigre |